# جربیل کوتوله
جربیل کوتوله (نام علمی: Gerbillus henleyi) نام یک گونه از زیرخانواده جربیل است که بیشتر از الجزایر تا اسرائیل و شبه جزیره عرب زندگی می‌کند. به آن جربیل هِنلی هم گفته شده است.